# قرار مجلس الأمن التابع للأمم المتحدة رقم 1292
قرار مجلس الأمن التابع للأمم المتحدة رقم 1292، المتخذ بالإجماع في 29 شباط / فبراير 2000، بعد الإشارة إلى جميع القرارات السابقة بشأن مسألة الصحراء الغربية، ولا سيما القرار 1108 (1997)، مدد المجلس ولاية بعثة الأمم المتحدة للاستفتاء في الصحراء الغربية حتى 31 مايو 2000.
وأشار المجلس إلى أحكام اتفاقية عام 1994 بشأن سلامة موظفي الأمم المتحدة والأفراد المرتبطين بها ورحب بالجهود المبذولة لإعلام موظفي الأمم المتحدة فيما يتعلق بالوقاية من فيروس نقص المناعة البشرية / الإيدز والأمراض الأخرى ومكافحتها في عمليات حفظ السلام. وجدد دعمه للجهود المبذولة لتنفيذ خطة التسوية والاتفاقيات التي اعتمدها المغرب وجبهة البوليساريو لإجراء استفتاء حر ونزيه لتقرير مصير شعب الصحراء الغربية. وفي الوقت نفسه، أعرب المجلس عن قلقه بشأن التنفيذ السلس لخطة التسوية، على الرغم من الاتفاقات ودعم المجتمع الدولي .
مدد القرار ولاية البعثة ودعم السبل لضمان التوصل إلى حل مبكر ودائم للنزاع. وأخيرا ، طُلب من الأمين العام كوفي عنان تقديم تقييم للوضع قبل انتهاء الولاية الحالية في 31 أيار / مايو 2000.

## روابط خارجية
- نص القرار في undocs.org